# Гелдаганская соборная мечеть
Гелдаганская соборная мечеть имени Макки Даудовой  — главная джума-мечеть селения Гелдаган, располагается на центральной улице, является символом и достопримечательностью селения Гелдаган.

## История
По состоянию на 1883 год в селе Гелдаган насчитывалось 5 мечетей, основанная главная джума-мечеть и 4 квартальных.
В 2010 году в Гелдагане была заложена мечеть имени Макки Даудовой, строительство которой завершилось в октябре 2011 года. Мечеть открылась 25 октября 2011 года. На торжественное открытие мечети собрались жители села, приехали главные официальные лица ЧР, перед собравшимися выступил Глава республики Р. А. Кадыров.
Мечеть возведена по поручению Рамзана Кадырова в честь матери его ближайшего соратника, Председателя Парламента ЧР, Магомеда Даудова — Макки Даудовой.

## Архитектура
Здание отделано редким белым мрамором, купола мечети и изразцовые росписи покрыты золотом. Одновременно в мечети могут молится до 3 тысяч верующих.
На территории мечети установлено 300 декоративных светильников. Здесь располагаются два фонтана и два места для омовения — зимнее помещение и летнее, обнесённое кованной беседкой. Территория вокруг пятничной мечети обустроена, разбит небольшой парк устроены аллеи и газоны.
Ландшафтные дизайнеры высадили вокруг мечети специально завезенные из Голландии цветы и деревья.
Мечеть является одним из символов селения Гелдаган.
В августе 2018 года на территории мечети прошли похороны Юсупа Темирханова, в этот период времени похороны посетили несколько десятков тысяч (сотни) человек — жители Чеченской Республики, Ингушетии, Дагестана и других кавказских республик.

## Галерея

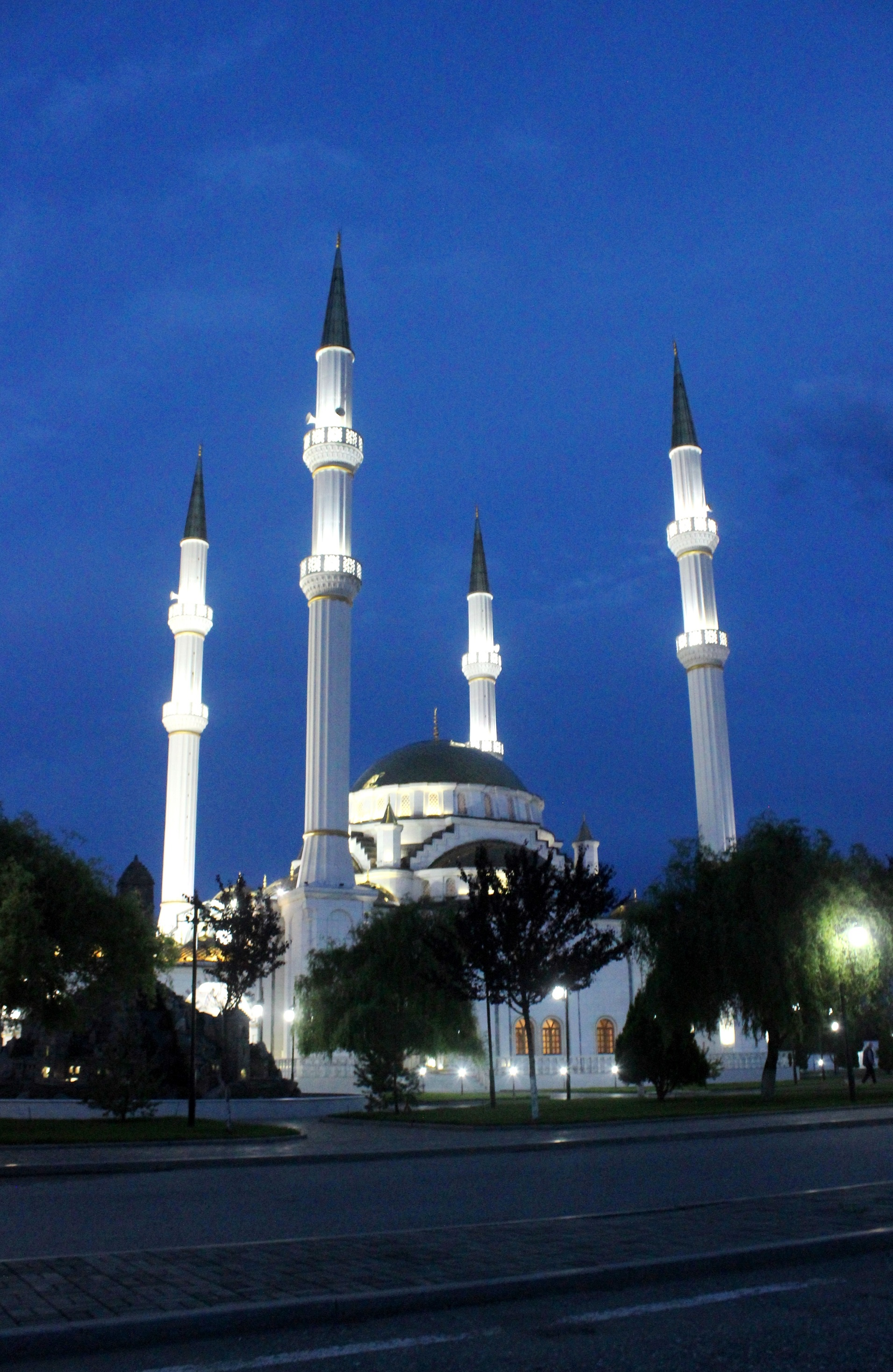
Вид мечети ночью